# Desastre Aéreo de Stockport
El Desastre Aéreo de Stockport fue el accidente de un Canadair C-4 Argonaut propiedad de British Midland Airways, registro G-ALHG, cerca del centro de Stockport, Gran Mánchester, Inglaterra el domingo 4 de junio de 1967. Setenta y dos de las ochenta y cuatro que viajaban a bordo murieron en el accidente. De los doce supervivientes, todos quedaron heridos de gravedad. Actualmente se sitúa como el cuarto peor desastre en la historia de la aviación británica.

## Accidente
El avión, que había sido charteado por Arrowsmith Holidays Ltd, partió de Palma de Mallorca a las 5:00 a. m. UTC, transportando de vuelta a los turistas de las Islas Baleares al aeropuerto de Mánchester. El controlador de aproximación vectorizó al avión directo al ILS tan pronto como alcanzó el NDB de Congleton, pero los pilotos no fueron capaces aparentemente de poner al avión centrado en la senda de aproximación a pista por lo que los pilotos llamaron notificando que frustraban el aterrizaje. Cuando el avión efectuaba una segunda aproximación al aeropuerto, los motores tres y cuatro se apagaron de repente sobre la población de Stockport y las hélices del motor cuatro comenzaron a girar con el viento. El avión se tornó incontrolable y se estrelló a las 10:09 a. m. (hora local y UTC) en una zona vacía de edificaciones cerca del centro del pueblo. Al contrario que si hubiese caído sobre un área densamente poblada, no hubo que lamentar muertos en tierra. Personas anónimas y policías arriesgaron sus vidas para salvar a las doce personas supervivientes del amasijo de chatarra, Pero en apenas unos minutos los restos quedaron totalmente envueltos en llamas, provocando la muerte de todas aquellas personas que habían sobrevivido al impacto.

## Investigación
Los investigadores de la Oficina de Investigación de Accidentes (AIB) determinaron que el avión se había quedado sin combustible debido al no reconocimiento de una luz de alerta en el modelo del sistema de combustible. El Argonaut está equipado con ocho tanques de combustible conectados por pares por un selector de válvulas. Cada par de tanques alimentan a un solo motor, pero existe además un sistema de transferencia por el cual el combustible de cualquier par de tanques pueden ser transferidos por cualquier tanque si fuese necesario. Se descubrió que el selector del sistema de válvulas del sistema de transferencia estaba levemente desplazado de su configuración normal de "off", por lo cual el combustible podía desplazarse libremente por los tanques. Esto pudo provocar que dos tanques se vaciasen, y que el motor alimentado por los tanques vacíos se parase. Pese a todo, aunque los selectores están diseñados para hacer "click" cuando hayan sido configurados correctamente, el click no es distinguible a menos que el piloto se reclinase totalmente hacia delante en su asiento, una imposibilidad teniendo en cuenta el requisito de que los pilotos de los Argonaut tenían que llevar los arneses diagonales durante todo el vuelo. Este problema ya había sido mencionado con anterioridad por otros pilotos de Argonaut, pero nunca ni British Midland ni ninguna otra aerolínea que usase el Argonaut (Trans-Canada Airlines y Canadian Pacific Airlines) habían notificado el error ni al fabricante ni a British Midland. Sin esta información, el AIB creía que tenía que ser extremadamente difícil para los pilotos del G-ALHG determinar la naturaleza exacta de la emergencia.
El AIB también examinó a los pasajeros y tripulantes que habían sobrevivido al accidente. Las autopsias de los pasajeros revelaron que aunque los que iban en la parte más delantera del avión habían muerto pronto debido a los daños causados por las lesiones asociadas a la rápida deceleración, aquellos que viajaban en la parte posterior del avión habían sufrido diversas fracturas en las piernas impidiéndoles escapar de los restos en llamas. Los investigadores descubrieron así mismo que las fijaciones que pretenden mantener las filas de asientos separadas fueron demasiado frágiles como para prevenir la unión entre ellas como un acordeón, y determinaron que si estas barras hubiesen sido lo bastante fuertes, la mayoría de pasajeros hubiesen sido capaces de escapar del avión.
Aunque los periódicos afirmaron que el piloto decidió estrellarse en un área abierta, el AIB no encontró evidencias que sostuvieran esta afirmación. El avión parecía encontrarse ya sobre un espacio no urbanizado cuando los motores se apagaron, y los investigadores del AIB creían que el avión debió tornarse totalmente ingobernable tras la pérdida de potencia. El capitán, que sobrevivió, no recordaba la secuencia del accidente, y el primer oficial murió. Varios testigos afirmaron que en los últimos segundos del avión habían experimentado un giro pronunciado poniendo rumbo al puerto y luego se niveló rápidamente antes de caer en el lugar del siniestro en Hopes Carr. Esto daba pruebas de importancia de que aunque el avión sería bastante ingobernable con una velocidad excesivamente baja el capitán Harry Marlow mantenía un cierto grado de control y probablemente pusiera al avión a caer en una zona libre de viviendas, si bien este espacio era sumamente reducido. La investigación del AIB libró al capitán Marlow de toda culpabilidad.

## Legado del accidente
En 1998 se descubrió una placa conmemorativa (por parte de dos supervivientes)en el lugar del accidente. Esta porta la leyenda:
En memoria

de los

setenta y dos pasajeros

y tripulantes

que perdieron sus vidas

en el

desastre aéreo de Stockport

4 de junio de 1967

En 2002 se inició una campaña para crear un memorial aún mayor en el lugar, para honrar a los rescatadores que arriesgaron sus vidas para extraer a los supervivientes del avión en llamas; la campaña fue apoyada posteriormente por el entonces primer ministro Tony Blair. El segundo memorial, dedicado a los rescatadores, fue descubierto en octubre de 2002. Ambos memoriales serán trasladados a un lugar a escasa distancia tras los planes actuales de obras en el emplazamiento actual. El proyecto de regeneración creará 375 apartamentos, talleres y oficinas y una nueva plaza pública. Los memoriales, actualmente en la esquina de Hopes Carr con Waterloo Road, serán trasladados a un nuevo emplazamiento en Hempshaw Valley.

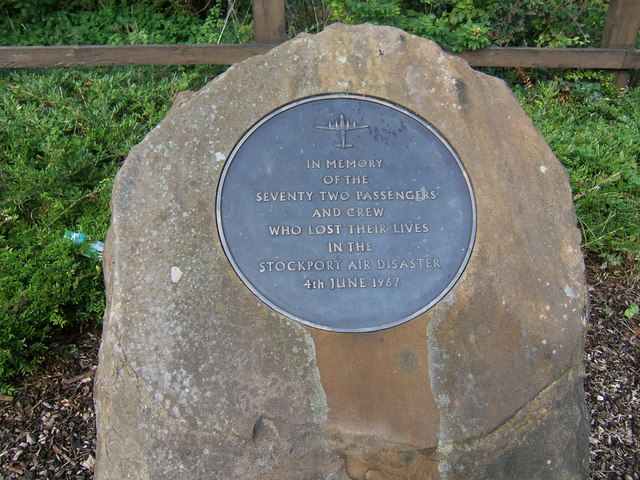
El primer memorial del desastre aéreo de Stockport

## Lecturas recomendadas
- Air Disaster, Vol. 4: The Propeller Era, by Macarthur Job, Aerospace Publications Pty. Ltd. (Australia), 2001 ISBN 1-875671-48-X, pp. 154–169.
- The Day the Sky Fell Down: The Story of the Stockport Air Disaster, by Stephen R. Morrin, 1998, ISBN 0-9534503-0-9.